# Nhung Dam
Pour les articles homonymes, voir Dam.
 (octobre 2018).
Si vous disposez d'ouvrages ou d'articles de référence ou si vous connaissez des sites web de qualité traitant du thème abordé ici, merci de compléter l'article en donnant les références utiles à sa vérifiabilité et en les liant à la section « Notes et références ».
 Nhung Dam, née en 1984 à Groningue, est une actrice et femme de lettres néerlandaise.

## Carrière
Nhung naît en 1984 dans une famille néerlandaise d'ascendance vietnamienne.

## Filmographie

### Téléfilms
- 2010 : Van hier tot Tokio (nl) : Moen
- 2012 : Flikken Maastricht : Summer Lee
- 2014 : Heer & Meester (nl) : Astrid
- 2014 : Suspicious Minds : Jelka[2]
- 2015 : Meiden van de Herengracht (nl) : Rebecca
- 2015 : Op Weg Naar Pakjesavond : Actiepiet
- 2017 : Klem (nl) : Juf Judith
- 2017 : Het geheime dagboek van Hendrik Groen (nl) : Anja Appelboom
- 2018 : Ik weet wie je bent (nl) : Suzanne Martijn

### Cinéma
- 2012 : At Your School : Ruby
- 2012 : Alles is Familie (nl) : Baliemedewerkster
- 2014 : Dummie de Mummie en de gouden sacarbee : Postbode
- 2015 : Boy 7 : Postbode : Serveerster
- 2015 : Ja, ik wil! (nl) : Patricia

## Livre
- 2017 : Duizend vaders[3]